# 緑色の髪の少年
『緑色の髪の少年』（みどりいろのかみのしょうねん、The Boy with Green Hair）は、1948年（もしくは1949年）に公開された、アメリカ合衆国のファンタジードラマ映画。テクニカラーの作品である。監督はジョゼフ・ロージー、出演はロバート・ライアン、パット・オブライエン、ディーン・ストックウェルなど。

## 解説
原作はベッツィ・ビートンが1946年12月29日発行の『This Week』誌に発表した同名の短編。それを、『十字砲火』（1947年）に続く成功を狙ったドア・シャリーが買い取り、ロージーに彼自身初となる監督を任せた。1947年後半に正式に製作が決定し、1948年2月9日に撮影を開始したが、1948年3月には完成したという。
本作は、反戦・寛容などのメッセージ性を持つ映画と当時から評価されていた。時代背景として、当時のアメリカにおける冷戦の開始や赤狩りがある。原作の主なテーマは差別だったが、そこに反戦を付け加えたのはロージーだったという。
当時、RKOは経営危機に陥っていたが、作品は1948年5月にハワード・ヒューズがRKOを支配する前に完成していた。しかし、ヒューズは「映画は娯楽に徹するべきで、社会性を持ってはいけない」という思想のもとに、寛容等のテーマを除くよう再編集や撮り直しの圧力をかけた。映画スタジオ側は抵抗したが、トーンを若干弱める再編集は受け容れたといわれる。シャリーは、ヒューズと（他の映画をめぐっても）衝突した結果、1948年7月に、1947年1月に5年契約を結んだばかりのRKOを辞めている。ロージーはRKOと長期契約を結んでいたがヒューズに仕事を干され、結局ヨーロッパに移住して映画監督を続けた。
なお、本作のテーマソングとして使われた「ネイチャー・ボーイ（Nature Boy）」は、1948年3月にリリースされ、100万枚以上を売り上げたナット・キング・コールのヒット曲である。本作での使用のため作曲家エデン・アーベス（eden ahbez）に1万ドルが支払われたが、これは原作者ビートンに対し支払われた額よりもずっと多かったといわれている。

## ストーリー
親戚に預けられていた少年ピーターは、小さな町でグランプ・フライ（フライ爺さん）と暮らすことになる。フライ爺さんはピーターに優しく接してくれ、ピーターは学校にも通って友人を得るが、ピーターはある日、友人から自分が戦災孤児だと指摘される。両親の死をつきつけられたピーターは、翌朝髪の色が緑色になってしまった。学校の友人らにもいじめられるようになり、耐えられず森に逃げ込むと、戦災孤児のポスターに出てきた子供たちがそこに立っていた。子供たちはピーターに対し、緑色の髪は善の象徴であり、戦争の悲惨さに対し人々の注意を向けさせるためのものであると説く。
ピーターは子供たちの言葉に従い、町の人々に対して髪が緑色なのは戦災孤児であるためと訴えるが、町の人々には受け容れられなかった。人々から髪を全部剃れと求められ、ピーターは拒否するものの、フライ爺さんに髪を剃れば問題が解決するかもしれないと言われて、いやいやながら同意する。ピーターは衆人環視の中で髪を剃られ、涙を流す。その涙が、人々やフライ爺さんに、自らの振舞いについて恥じらいを感じさせた。フライ爺さんは謝るが、ピーターは家出してしまう。しかし、最後にはフライ爺さんのところに戻り、ピーターは緑色の髪に誇りをもって、また緑色の髪が生えてくることを願った。

## キャスト
※括弧内は日本語吹替（NHK版：初放送1961年9月24日『劇映画』）
- ピーター・フライ: ディーン・ストックウェル（太田博之）
- エヴァンス博士: ロバート・ライアン（武田国久）
- フライ爺さん: パット・オブライエン（雨森雅司）
- ブランド先生: バーバラ・ヘイル（友部光子）
- マイケル: リチャード・ライオン
- ヌードソン博士: サミュエル・S・ハインズ（英語版）
- ジョーイ: ドウェイン・ヒックマン（英語版）

## 作品の評価
興行的には赤字だった（42万ドルだったという情報がある）。当時の評価の一例として、あるレビューでは、脚本の作りこみが甘く、髪が緑色になることが何を象徴するのか曖昧であり、また少年の苦悩と戦争の原因とを結びつけるのも安直であると批判している。
現在の評価について見ると、2021年11月15日時点で、Rotten Tomatoesに書き込まれた「トマトメーター批評家」による11件のレビューのうち、高評価は9件（82％）だった。同サイトの一般利用者の中では、5点満点中3.5点以上をつけた利用者は57％であり、格付けは「腐敗（rotten）」である。